# Still of the Night (película)
Still of the Night (Bajo sospecha en España y En la quietud de la noche en Hispanoamérica) es una película estadounidense de 1982 de Robert Benton con Roy Scheider y Meryl Streep como protagonistas.

## Argumento
George Bynum, un paciente del psiquiatra de Manhattan Dr. Sam Rice (Roy Scheider), es brutalmente asesinado. Poco después, el doctor Rice recibe la visita de un compañero de trabajo de Bynum y su amante Brooke Reynolds (Meryl Streep), además del detective Vitucci, a cargo de la investigación. Rice revisa las notas de sus sesiones con Bynum y comienza su propia investigación. Al mismo tiempo, se enamora de la enigmática Brooke, a pesar de que su comportamiento es cada vez más sospechoso. Cuanto más se acerca Rice a la verdad, más pone su vida en peligro.

## Reparto
- Roy Scheider - Doctor Sam Rice
- Meryl Streep - Brooke Reynolds
- Jessica Tandy - Grace Rice
- Joe Grifasi - Joseph Vitucci
- Sara Botsford - Gail Phillips
- Josef Sommer - George Bynum
- Rikke Borge - Heather Wilson
- Irving Metzman - Murray Gordon
- Larry Joshua - Ladrón

- Datos: Q1544936